# ジョジマール・ディアス
ヴォジーニャ（Vozinha）こと、ジョジマール・ディアス（Josimar Dias、1986年6月3日 - ）は、カーボベルデ・サン・ヴィセンテ島ミンデロ出身のプロサッカー選手。ASトレンチーン所属。カーボベルデ代表。ポジションは、ゴールキーパー。

## クラブ歴
2009年、サン・ヴィセンテ島のバトゥケFCで選手生活をスタートし、2011年までプレーした後、地元のライバルクラブであるCSミンデレンセに移籍した。その後、アンゴラのルアンダにあるプログレッソFCと契約を結んだ。2013年、ミンデレンセに復帰した。
2015年、FCジンブル・キシナウに移籍した。
2016年8月、ジル・ヴィセンテFCに移籍した。

## 代表歴
2012年11月14日、リスボンで行われたガーナとの親善試合でカーボベルデ代表デビューを果たした。アフリカネイションズカップ2013への出場権を懸けたカメルーンとの予選プレーオフでは、負傷したフォックに代わって招集された。2試合合計3-2の勝利に貢献し、カーボベルデ代表をアフリカネイションズカップ初出場に導いた。